# 야코프 스풀
야코프 스풀(네덜란드어: Jacob Spoel, 1820년 10월 18일~1868년 10월 30일)은 네덜란드의 화가, 미술 교육자이다.

## 생애

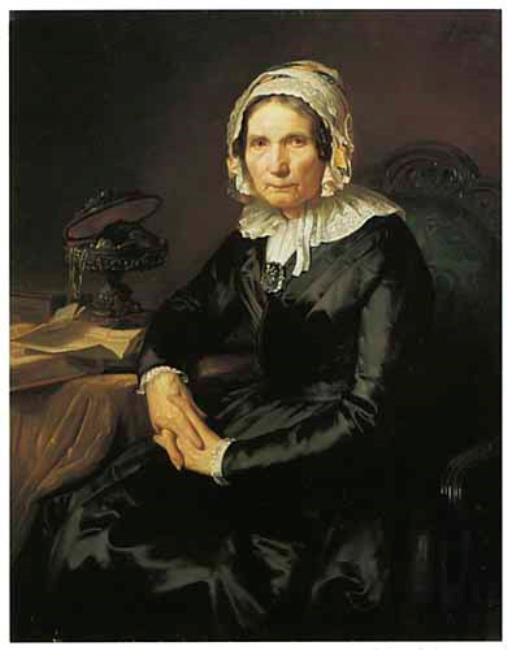
노부인의 초상화(1848년)

로테르담의 미술조합 "히르도르 톳 호버르(네덜란드어: Hierdoor tot Hoover)"에서 빌럼 헨드릭 스밋으로부터 미술을 배웠고 스밋이 나중에 델프트에 정착했을 때 거의 매주 그를 방문했다. 1854년에 연구 차 독일, 프랑스, 벨기에를 여행했고 1861년 안트베르펜을 방문했다.
로테르담에 있는 시각 예술 및 기술 과학 학원(네덜란드어: Academie van Beeldende Kunsten en Technische Wetenschappen)에서 미술을 가르쳤으며 이후 학원의 공동운영자를 맡았다. 1850년부터 1860년까지 작품들을 제작했으며 처음에 초상화만 그렸다가 나중에 역사화와 풍속화를 주로 그렸다. 그는 유화 외에 석판화도 제작했다.